# Sequestrado (livro)
Sequestrado (em hebraico:  חטוף) é um livro autobiográfico escrito por Eli Sharabi [en], que narra sua experiência durante os 491 dias em que esteve em cativeiro pelo Hamas na Faixa de Gaza, após ter sido sequestrado de sua casa durante o massacre em Be'eri [es], na manhã de 7 de outubro de 2023.
O livro foi publicado em junho de 2025 pela editora Sela Meir, tornou-se best-seller do jornal "Israel Hayom" na primeira semana de seu lançamento e converteu-se no best-seller mais rápido da história da literatura hebraica ao vender mais de 20 mil exemplares em cinco dias e receber o Prêmio "Livro de Ouro". Dois meses depois, o livro recebeu o Prêmio "Livro de Platina", ao ultrapassar 70 mil exemplares vendidos.

## Contexto
Eli Sharabi, nascido em 1972, é membro do kibutz Be'eri, possui bacharelado em Economia e Administração e um MBA pela Universidade Ben-Gurion do Neguev. Atuou como tesoureiro do kibutz Be'eri, coordenador do sistema agrícola e diretor. Em outubro de 2023, trabalhava como gerente financeiro no fundo de investimentos Iridium.
Em 7 de outubro de 2023, durante o ataque do Hamas às comunidades da Orla de Gaza, Sharabi foi sequestrado de sua casa no kibutz Be'eri. Sua esposa Lian e suas filhas Noya (16 anos) e Yahel (13 anos) foram assassinadas no ataque. Seu irmão, Yossi Sharabi, também foi sequestrado e assassinado no cativeiro.

## Conteúdo do livro
No livro, Sharabi descreve o período do cativeiro em Gaza, as condições da prisão, as tentativas dos sequestradores de persuadir religiosamente os reféns e os laços formados entre ele e outros sequestrados. Ele relata como os sequestradores tentaram convencê-los a recitar versos do Alcorão em troca de comida e como ele e seus companheiros recusaram. O livro trata ainda de sua luta pessoal diante da perda e da dor psíquica sofridas durante e após o cativeiro.
A obra foi escrita e produzida em um tempo relativamente curto. Segundo Rotem Sela, da editora Sela Meir, o trabalho no livro começou 48 dias após a libertação de Sharabi. O lançamento ocorreu em 30 de maio de 2025, em evento no Museu ANU em Tel Aviv, e o livro chegou às livrarias em 5 de junho de 2025.

## Palestras
Sharabi compartilha sua história em palestras em Israel e no exterior sob o título "A luz no fim do túnel", nas quais transmite sua experiência pessoal e uma mensagem de esperança e fé.

## Outros sequestrados
Em 1º de agosto de 2025, o Hamas divulgou um vídeo do israelense Evyatar David, sequestrado pelo Hamas durante o massacre no Festival Nova, próximo ao Kibutz Re'im [es]. No vídeo, Evyatar aparece semelhante a um sobrevivente do Holocausto.
Em resposta ao vídeo, a família David declarou à mídia israelense em 2 de agosto:

"Somos forçados a ver nosso filho e irmão amado, Evyatar, deliberadamente e de forma cínica faminto nos túneis do Hamas em Gaza – um esqueleto vivo sepultado em vida.

Nosso filho tem apenas alguns dias de vida restantes em seu estado atual.
O Hamas está utilizando nosso filho, Evyatar, como cobaia em uma campanha repugnante de fome.
O experimento de fome deliberada realizado com nosso Evyatar para fins de campanha é uma das coisas mais chocantes que já aconteceram no mundo. Nosso Evyatar está sendo intencionalmente privado de comida para propaganda da organização terrorista Hamas.
Israel e a comunidade internacional devem se opor à crueldade do Hamas e assegurar que Evyatar receba imediatamente nutrição adequada. Fome e tortura deliberadas, e o abuso de Evyatar para fins de propaganda, contrariam até mesmo os mais baixos padrões do direito humanitário e da decência humana básica.
A ajuda humanitária que o mundo, juntamente com Israel, fornece aos residentes de Gaza deve chegar também a Evyatar. Israel e a comunidade internacional não devem silenciar ou fechar os olhos perante aqueles deliberadamente famintos, como parte da campanha de fome promovida pelo Hamas. Não há limites para a crueldade.
Apelamos ao governo de Israel, ao povo de Israel, às nações do mundo e ao presidente dos EUA para que façam tudo para salvar Evyatar da morte, e garantam por todos os meios que ele receba comida e tratamento médico com urgência. A voz israelense e judaica deve ecoar isso no mundo.
Apelamos a todos os estados e organizações internacionais para que não se calem – uma pessoa é uma pessoa – e ajam rápida e resolutamente para salvar Evyatar.
Pedimos à mídia em Israel que pare de repercutir a propaganda do Hamas e demonstre mais responsabilidade e sensibilidade diante da situação de nossos filhos e das famílias.
Sofremos e choramos, não há limites para a dor e para a crueldade que vivenciamos.
Não há limites para o sofrimento que a organização terrorista Hamas está causando aos sequestrados e aos residentes de Gaza".
O primeiro-ministro de Israel, Benjamin Netanyahu, disse:

"A crueldade do Hamas não tem limites. Enquanto o Estado de Israel permite a entrada de ajuda humanitária para os residentes de Gaza, os terroristas do Hamas privam deliberadamente nossos sequestrados de comida e os documentam de forma cínica e maldosa.

Os terroristas do Hamas também privam deliberadamente os residentes da Faixa de Gaza e impedem que recebam ajuda, promovendo uma campanha de propaganda mentirosa contra Israel.

Os países do mundo devem se unir e fazer um apelo claro contra o abuso criminoso e nazista da organização terrorista Hamas".
O vídeo de Avyatar David foi exibido na Times Square, em Nova Iorque.